# Петре Наковски
Пѐтре На̀ковски (на македонска литературна норма: Петре Наковски) е писател, преводач и дипломат от Северна Македония, лустриран като сътрудник на югославските тайни служби в периода 1962 – 1990 година.

## Биография
Наковски е роден в 1937 година в костурското село Кърчища (на гръцки Полианемо), Гърция. Изведен от Гърция с групата на така наречените деца бежанци, Наковски израства и получава образованието си в Полша, където в 1987 година защитава докторат на тема „Македонските деца во Полска“ (Македонските деца в Полша) в Института за политически науки на Вроцлавския университет. Превежда от полски език над 40 книги. След 1984 година узурпира организацията Австралийско-македонския комитет за човешките права на Стоян Сърбинов и Джим Антон, с цел да я постави в полза на Югославия.
Пръв посланик на Република Македония в Полша от 1995 до есента на 1999 година. Носител на златен медал за заслуги към полската култура. Член е на Дружеството на писателите на Македония от 1989 година.
Наковски е автор на романите „Постела за чемерните“ (Постеля за чемерните), „И каменот е земја“ (И камъкът е земя), както и на трилогията за Гръцката гражданска война „Големата удолница“ (2004) (Голямото нанадолнище), „Големата измама“ (Голямата измама) (2007), „Третата смрт“ (Третата смърт) (очаквано излизане). Носител е на наградите „Златно перо“, Награда на полските автори и полските отличия „Златен медал за заслуги за полската култура“ и „Златен орден на командорията“.